# Związek Młodej Polski

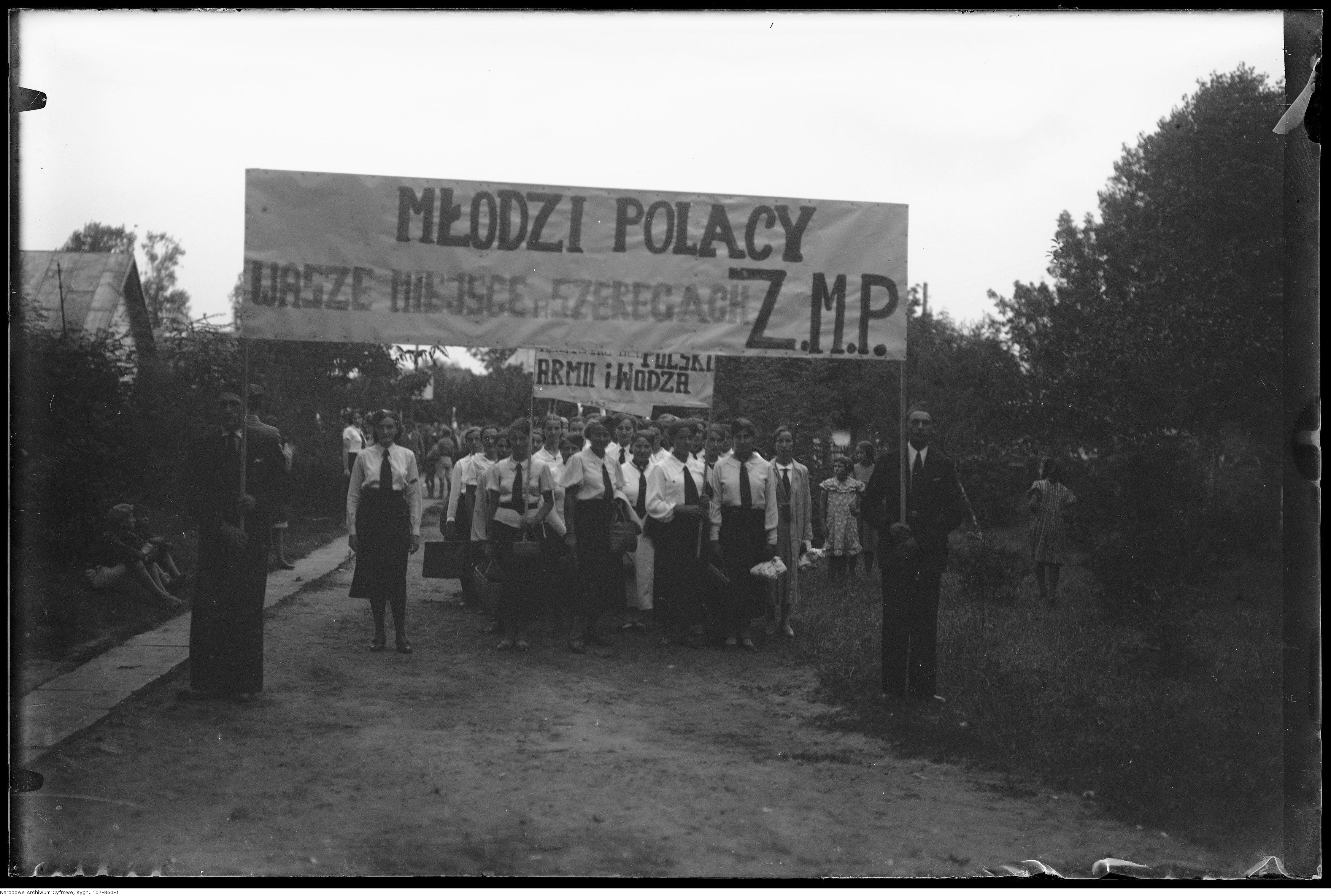
Pochód Związku Młodej Polski w Garwolinie (1938)

Związek Młodej Polski – organizacja młodzieżowa, działająca w latach 1937–1939.

## Historia
Związek Młodej Polski był związany z Obozem Zjednoczenia Narodowego (OZN) i (początkowo) Ruchem Narodowo Radykalnym „Falanga”. 
Związek Młodej Polski został utworzony 22 czerwca 1937 r. rozkazem płk. Adama Koca jako przybudówka OZN, pod koniec roku osiągając liczebność 26.400 członków. 
Początkowo kierownictwo ZMP spoczywało w rękach falangistów. Zastępcą kierownika, (a od 28 października 1937 r. kierownikiem) był działacz RNR Jerzy Rutkowski. ZMP przejęło w dużym stopniu sposób umundurowania i symbolikę ONR – i wcześniejszego OWP – np. hymnem Z.M.P. był „Hymn Młodych”. 
W październiku 1937 r. Koc w wywiadzie dla „Gazety Polskiej” zdystansował się od Falangi. Po przejęciu kierownictwa OZN przez gen. Stanisława Skwarczyńskiego doszło do rozłamu w ZMP (20 kwietnia 1938 r.): falangistowska frakcja J. Rutkowskiego wyodrębniła się w Narodową Organizację Radykalną, większość członków (m.in. okręgi krakowski, łódzki, wileński, lwowski i wielkopolski oraz sekcja wiejska) pozostała jednak w strukturach Związku. Nowym kierownikiem Związku został mjr Edmund Galinat. Galinat oparł się na kadrze działaczy Ruchu Narodowo-Państwowego; szefem sztabu ZMP został Adam Janowski. 
Po utworzeniu Służby Młodych Obozu Zjednoczenia Narodowego wszedł w skład tych struktur młodzieżowych. ZMP stanowił „organizację kadrową” dla Służby Młodych zapewniającą „pion ideowy” sanacyjnej młodzieży. Oznaczało to, że ideologia ZMP obowiązywała cały sanacyjny ruch młodzieżowy. 

## Organizacja
Związek Młodej Polski był autonomiczną częścią OZN. Za Wodza ZMP uważano Edwarda Rydza-Śmigłego, który kierować miał strukturami organizacyjnymi poprzez Kierownika (Komendanta) Głównego. Komendant Główny mianował i odwoływał członków Komendy Głównej i komendantów niższych jednostek. Komendanta Głównego powoływała Rada Główna, którą z kolei wybierał Kongres; większość uczestników kongresu było jednak mianowanych. W strukturze ZMP istniały Sekcja Akademicka (Awangarda – Akademicki Związek Młodej Polski), Sekcja Wiejska (dawny Związek Młodzieży Ludowej) i Sekcja Robotniczo-Rzemieślnicza.
Działacze: Henryk Puziewicz, Euzebiusz Basiński, Antoni Baczewski, Józef Blajer, Janusz Makowski, Jerzy Sadkowski, Bogusz Elbanowski, Mieczysław Kożuch, Alojzy Neudeck, Konstanty Jocz, Stanisław Awedyk, Teodor W. Bartecki, Włodzimierz Pietrzak, Kazimierz Hałaburda, Marian Reutt. 
Organami prasowymi ZMP były "Młoda Polska", „Akademik”, „Młoda Wieś”, „Szturm Pracy” i szereg pism lokalnych.

## Ideologia
Organizacja opowiadała się za rządami silnej ręki i hierarchiczną organizacją społeczeństwa, podzielała antysemickie poglądy endecji – m.in. bojówki ZMP brały udział w pacyfikacji protestów przeciw gettu ławkowemu.

## Literatura
- Tomasz Sikorski: „Wychować żołnierza gotowego do uderzenia", W: Organizacje młodzieżowe w XX wieku. P. Tomaszewski i M. Wołos (red.). Toruń 2008, s. 164-166
- Patryk Tomaszewski: Od przełomu narodowego do ruchu młodonarodowego: Związek Młodej Polski w latach 1937-1939. Studium z dziejów myśli narodowo-państwowej. Kalisz 2021.